# Uzein
Uzein (en béarnais Usenh ou Uségn) est une commune française située dans le département des Pyrénées-Atlantiques, en région Nouvelle-Aquitaine.
Le gentilé est Uzinois.

## Géographie

### Localisation
La commune d'Uzein se trouve dans le département des Pyrénées-Atlantiques, en région Nouvelle-Aquitaine.
Elle se situe à 14 km par la route de Pau, préfecture du département, et à 14 km de Lons, bureau centralisateur du canton de Lescar, Gave et Terres du Pont-Long dont dépend la commune depuis 2015 pour les élections départementales.
La commune fait en outre partie du bassin de vie de Pau.
Les communes les plus proches sont :
Caubios-Loos (2,9 km), Bougarber (3,2 km), Sauvagnon (3,7 km), Viellenave-d'Arthez (4,1 km), Beyrie-en-Béarn (4,3 km), Aubin (4,8 km), Cescau (5,6 km), Bournos (5,8 km).
Sur le plan historique et culturel, Uzein fait partie de la province du Béarn, qui fut également un État et qui présente une unité historique et culturelle à laquelle s’oppose une diversité frappante de paysages au relief tourmenté.

### Communes limitrophes
Les communes limitrophes sont  Aubin, Bougarber, Caubios-Loos, Lescar, Momas, Poey-de-Lescar, Sauvagnon et Viellenave-d'Arthez.
| Momas, Viellenave-d'Arthez (sur 50 m) | Aubin          | Caubios-Loos |
| Bougarber                             | Uzein          | Sauvagnon    |
|                                       | Poey-de-Lescar | Lescar       |

### Hydrographie

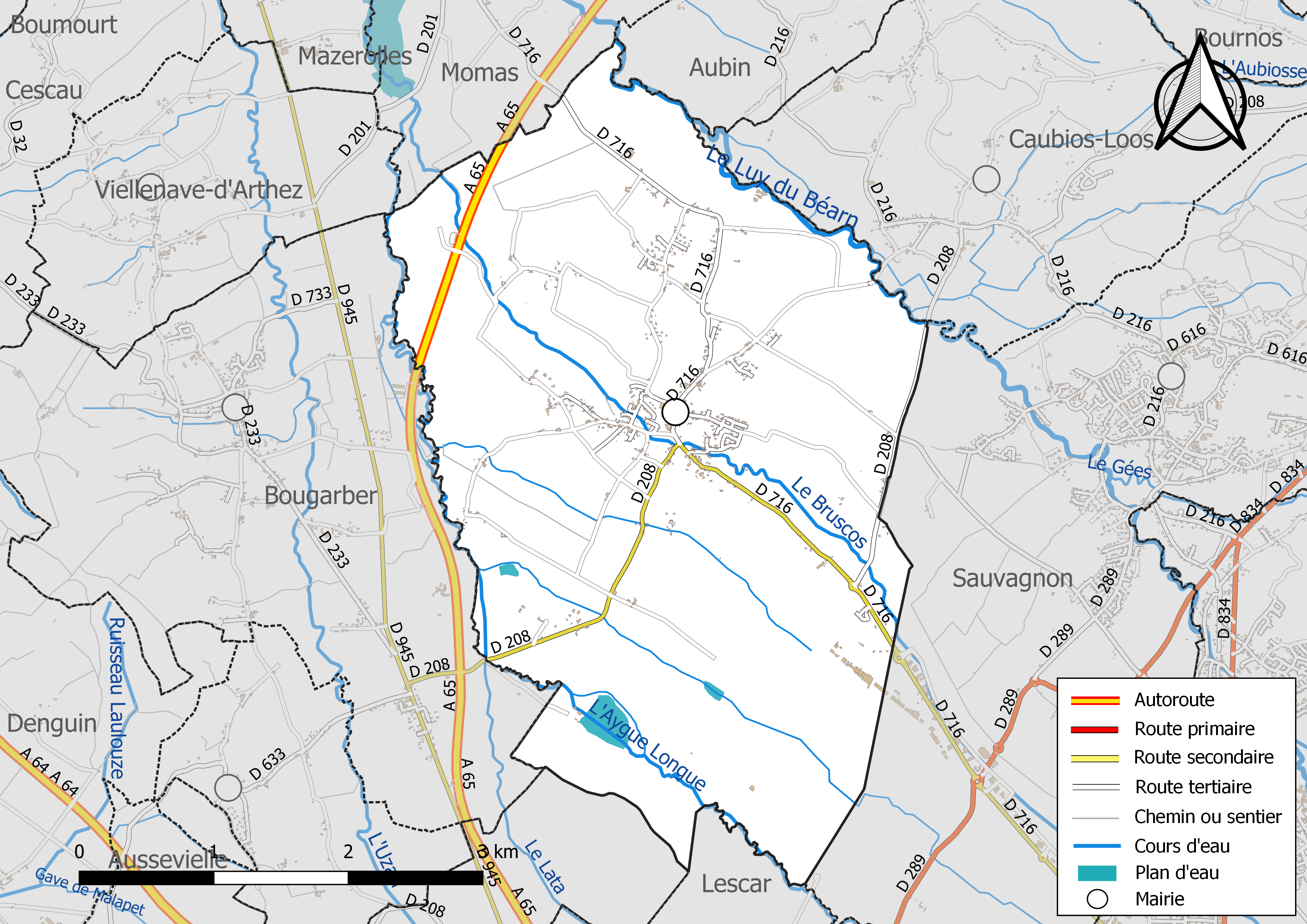
Réseaux hydrographique et routier d'Uzein.

#### Cours d'eau
La commune est drainée par le Luy de Béarn, l'Aïgue Longue, le Bruscos, le Lata, un bras de l'Aygue Longue, un bras du Luy de Béarn, et par divers petits cours d'eau, constituant un réseau hydrographique de 20 km de longueur totale,.
Le Luy de Béarn, d'une longueur totale de 76,6 km, prend sa source dans la commune d'Andoins et s'écoule du sud-est vers le nord-ouest. Il traverse la commune et se jette dans le Luy à Gaujacq, après avoir traversé 30 communes.
L'Aïgue Longue, d'une longueur totale de 24,4 km, prend sa source dans la commune de Pau et s'écoule du sud-est vers le nord-ouest. Il traverse la commune et se jette dans le Luy de Béarn à Momas, après avoir traversé 13 communes.
Le Bruscos, d'une longueur totale de 12,1 km, prend sa source dans la commune de Montardon et s'écoule du sud-est vers le nord-ouest. Il traverse la commune et se jette dans L'Aygue Longue à Momas, après avoir traversé 5 communes.

#### Lac et zones humides
Le site du lac d'Uzein est connu et fréquenté de longue date par la population de toute l'agglomération paloise. Il fait partie du réseau de sites gérés par le conservatoire d'espaces naturels d'Aquitaine depuis 1997. Ces zones humides représentent un des derniers vestiges de la lande du Pont-Long. Elles abritent une grande diversité de milieux et d'espèces et constituent en cela un véritable réservoir de biodiversité. Leur paysage original et leur situation en zone péri-urbaine se prêtent particulièrement bien à une valorisation pédagogique. Un sentier accessible à tous et agrémenté de supports pédagogiques (panneaux, supports interactifs) permet de découvrir les multiples richesses naturelles de ce site, notamment une diversité étonnante de libellules.

### Climat
Le climat qui caractérise la commune est qualifié, en 2010, de « climat océanique altéré », selon la typologie des climats de la France qui compte alors huit grands types de climats en métropole. En 2020, la commune ressort du même type de climat dans la classification établie par Météo-France, qui ne compte désormais, en première approche, que cinq grands types de climats en métropole. Il s’agit d’une zone de transition entre le climat océanique et les climats de montagne et semi-continental. Les écarts de température entre hiver et été augmentent avec l'éloignement de la mer. La pluviométrie est plus faible qu'en bord de mer, sauf aux abords des reliefs.
Les paramètres climatiques qui ont permis d’établir la typologie de 2010 comportent six variables pour les températures et huit pour les précipitations, dont les valeurs correspondent à la normale 1971-2000. Les sept principales variables caractérisant la commune sont présentées dans l'encadré ci-après.
| Paramètres climatiques communaux sur la période 1971-2000 - Moyenne annuelle de température : 13,2 °C - Nombre de jours avec une température inférieure à −5 °C : 1,3 j - Nombre de jours avec une température supérieure à 30 °C : 6,4 j - Amplitude thermique annuelle : 14,2 °C - Cumuls annuels de précipitation : 1 156 mm - Nombre de jours de précipitation en janvier : 11,6 j - Nombre de jours de précipitation en juillet : 7,7 j |

Avec le changement climatique, ces variables ont évolué. Une étude réalisée en 2014 par la Direction générale de l'Énergie et du Climat complétée par des études régionales prévoit en effet que la température moyenne devrait croître et la pluviométrie moyenne baisser, avec toutefois de fortes variations régionales. La station météorologique de Météo-France installée sur la commune et mise en service en 1921 permet de connaître en continu l'évolution des indicateurs météorologiques. Le tableau détaillé pour la période 1981-2010 est présenté ci-après.
La température moyenne annuelle évolue de 13,2 °C pour la période 1971-2000, à 13,4 °C pour 1981-2010, puis à 13,8 °C pour 1991-2020.
| Mois                                  | jan.             | fév.            | mars            | avril         | mai             | juin            | jui.            | août            | sep.            | oct.            | nov.            | déc.             | année     |
| ------------------------------------- | ---------------- | --------------- | --------------- | ------------- | --------------- | --------------- | --------------- | --------------- | --------------- | --------------- | --------------- | ---------------- | --------- |
| Température minimale moyenne (°C)     | 2,1              | 2,5             | 4,8             | 6,9           | 10,7            | 13,8            | 15,5            | 15,5            | 12,6            | 9,6             | 5,3             | 2,7              | 8,5       |
| Température moyenne (°C)              | 6,5              | 7,3             | 10              | 11,9          | 15,6            | 18,7            | 20,6            | 20,7            | 18,2            | 14,7            | 9,8             | 7,2              | 13,5      |
| Température maximale moyenne (°C)     | 11               | 12,2            | 15,2            | 16,8          | 20,5            | 23,6            | 25,8            | 25,9            | 23,8            | 19,8            | 14,3            | 11,6             | 18,4      |
| Record de froid (°C) date du record   | −14,8 08.01.1985 | −15 13.02.1956  | −8,9 06.03.1971 | −6 13.04.1958 | −1,3 02.05.1945 | 3,6 06.06.1969  | 1,5 28.07.1930  | 1,7 01.08.1925  | −1 30.09.1936   | −4,2 29.10.1940 | −9,6 26.11.1942 | −12,6 18.12.1933 | −15 1956  |
| Record de chaleur (°C) date du record | 24,5 17.01.1930  | 27,8 28.02.1960 | 31 25.03.1955   | 30,8 30.04.05 | 34,1 30.05.1996 | 38,1 29.06.1950 | 39,2 08.07.1982 | 39,9 01.08.1947 | 36,3 07.09.1970 | 34 05.10.1921   | 27,1 01.11.1999 | 27,2 04.12.1985  | 39,9 1947 |
| Ensoleillement (h)                    | 104,8            | 121,1           | 164,6           | 165,6         | 185,8           | 195,7           | 207,8           | 203,7           | 183,8           | 143,9           | 104,6           | 95,9             | 1 877,2   |
| Précipitations (mm)                   | 94,4             | 83,3            | 85,9            | 112,4         | 98,8            | 77,2            | 56,7            | 67,5            | 78,9            | 99,7            | 116,9           | 98,2             | 1 069,9   |

### Milieux naturels et biodiversité
Aucun espace naturel présentant un intérêt patrimonial n'est recensé sur la commune dans l'inventaire national du patrimoine naturel,,.

## Urbanisme

### Typologie
Au 1er janvier 2024, Uzein est catégorisée commune rurale à habitat dispersé, selon la nouvelle grille communale de densité à sept niveaux définie par l'Insee en 2022.
Elle est située hors unité urbaine. Par ailleurs la commune fait partie de l'aire d'attraction de Pau, dont elle est une commune de la couronne,. Cette aire, qui regroupe 227 communes, est catégorisée dans les aires de 200 000 à moins de 700 000 habitants,.

### Occupation des sols

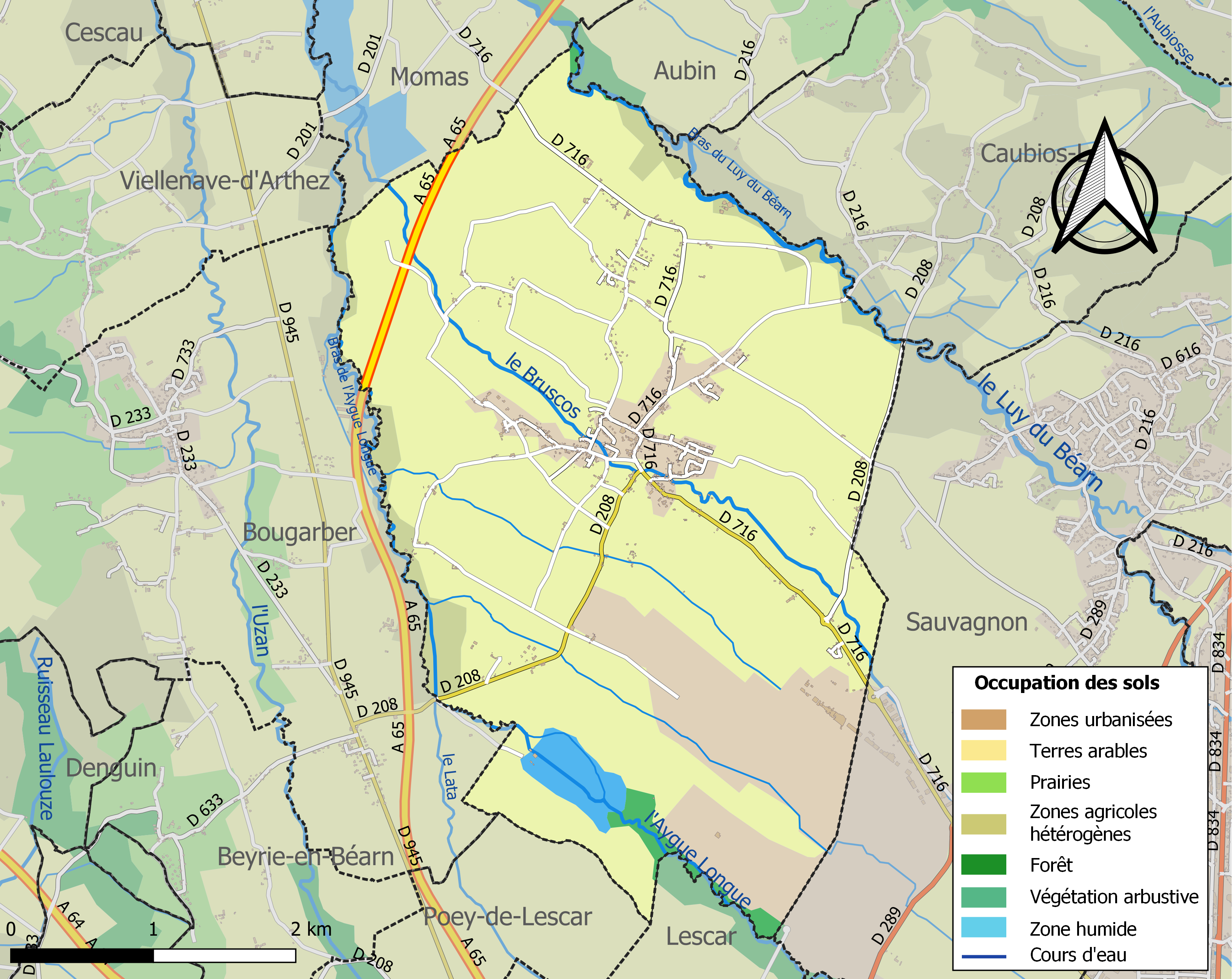
Carte des infrastructures et de l'occupation des sols de la commune en 2018 (CLC).

L'occupation des sols de la commune, telle qu'elle ressort de la base de données européenne d’occupation biophysique des sols Corine Land Cover (CLC), est marquée par l'importance des territoires agricoles (80,8 % en 2018), en diminution par rapport à 1990 (82,5 %). La répartition détaillée en 2018 est la suivante :
terres arables (76,6 %), zones industrielles ou commerciales et réseaux de communication (12,2 %), zones agricoles hétérogènes (4,2 %), zones urbanisées (4,1 %), eaux continentales (1,7 %), forêts (1,2 %). L'évolution de l’occupation des sols de la commune et de ses infrastructures peut être observée sur les différentes représentations cartographiques du territoire : la carte de Cassini (XVIIIe siècle), la carte d'état-major (1820-1866) et les cartes ou photos aériennes de l'IGN pour la période actuelle (1950 à aujourd'hui).

### Lieux-dits et hameaux
- Arsaut
- Balère ;
- le Bas ;
- Bessoues ;
- Cambeig ;
- le Haut ;
- Ponlong.

### Voies de communication et transports
La commune est desservie par les routes départementales D 208 et D 716. La ville est reliée à l'A65 par le diffuseur d'Uzein.
L'aéroport Pau-Pyrénées est implanté sur la commune.

#### Transports urbains

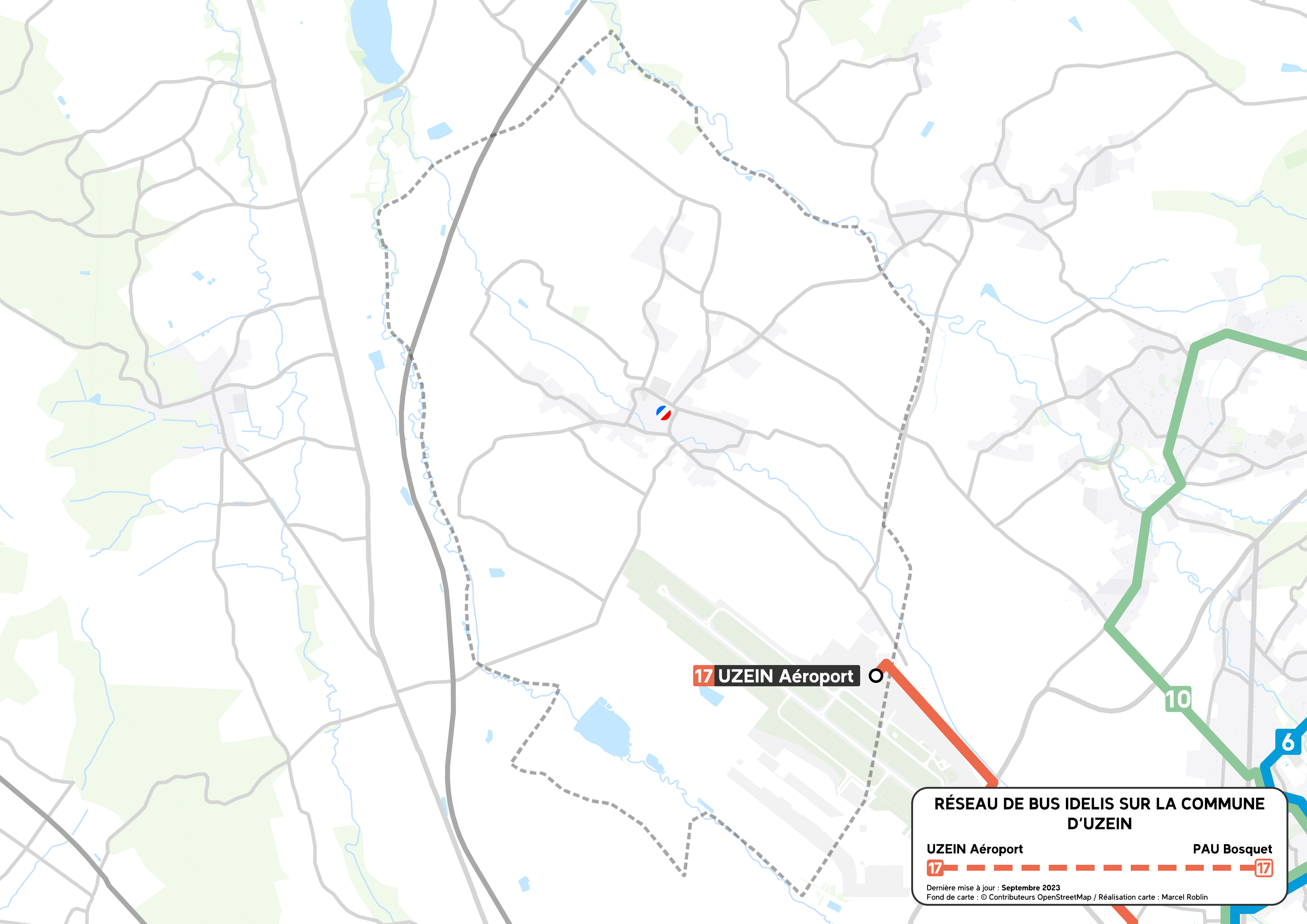
Réseau de bus IDELIS à Uzein

Uzein est desservie par le réseau de bus Idelis :
- Uzein — Aéroport ↔ Pau — Pôle Bosquet

La commune est également desservie par le réseau d'autocars interurbains des Pyrénées-Atlantiques :
- Pau — Gare SNCF ↔  Aire-sur-l'Adour — Place de la Liberté / Mont-de-Marsan — Gare SNCF
- Pau — Gare SNCF ↔  Agen — Gare SNCF

### Risques majeurs
Le territoire de la commune d'Uzein est vulnérable à différents aléas naturels : météorologiques (tempête, orage, neige, grand froid, canicule ou sécheresse), inondations et séisme (sismicité modérée). Il est également exposé à un risque technologique,  le transport de matières dangereuses. Un site publié par le BRGM permet d'évaluer simplement et rapidement les risques d'un bien localisé soit par son adresse soit par le numéro de sa parcelle.

#### Risques naturels
Certaines parties du territoire communal sont susceptibles d’être affectées par le risque d’inondation par une crue torrentielle ou à montée rapide de cours d'eau, notamment le Luy du Béarn, l'Aygue longue et le Bruscos. La commune a été reconnue en état de catastrophe naturelle au titre des dommages causés par les inondations et coulées de boue survenues en 1982, 1988, 1993, 2009 et 2018,.

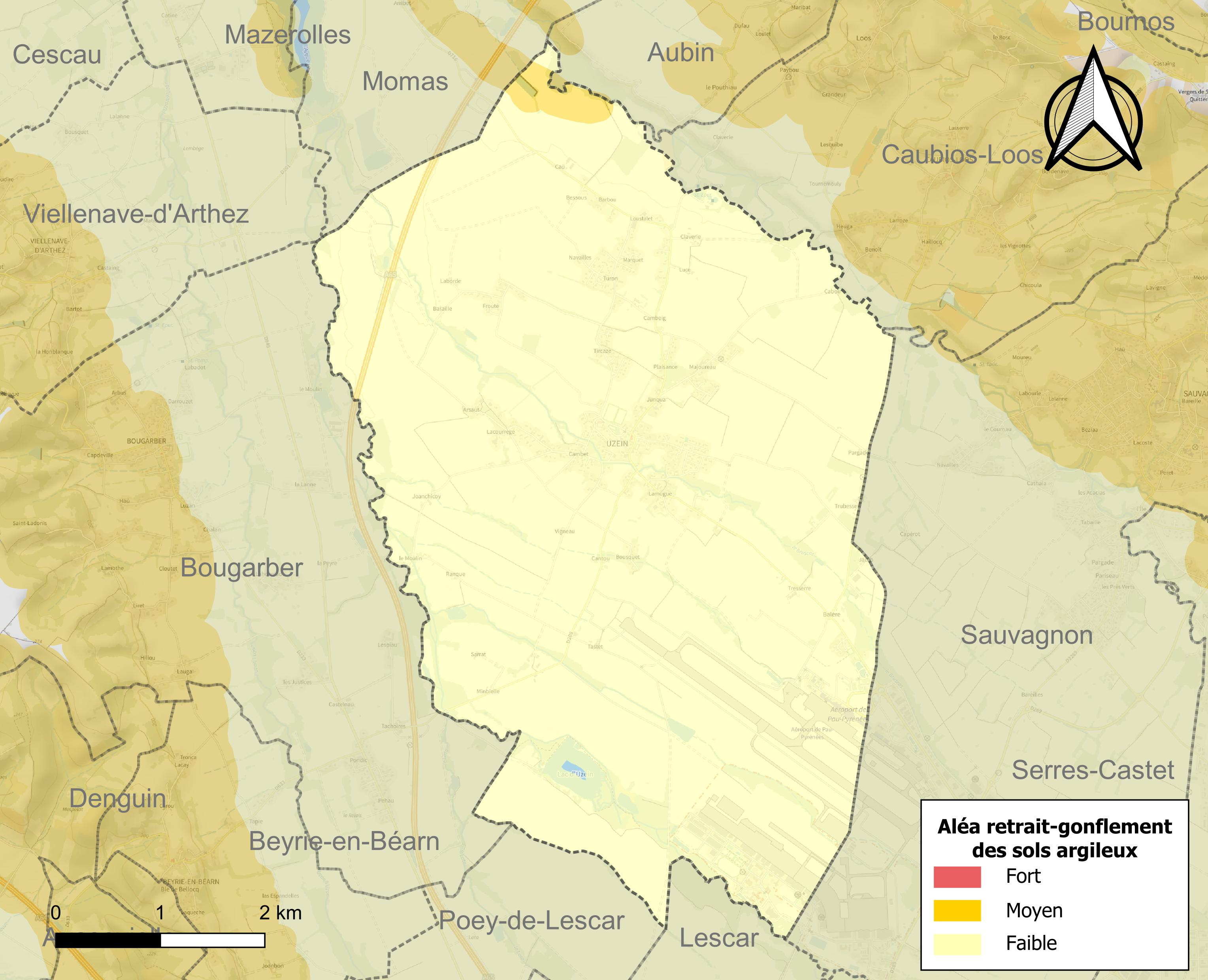
Carte des zones d'aléa retrait-gonflement des sols argileux d'Uzein.

Le retrait-gonflement des sols argileux est susceptible d'engendrer des dommages importants aux bâtiments en cas d’alternance de périodes de sécheresse et de pluie. 1 % de la superficie communale est en aléa moyen ou fort (59 % au niveau départemental et 48,5 % au niveau national). Depuis le 1er octobre 2020, en application de la loi ELAN, différentes contraintes s'imposent aux vendeurs, maîtres d'ouvrages ou constructeurs de biens situés dans une zone classée en aléa moyen ou fort,.

## Toponymie
Le toponyme Uzein apparaît sous la forme
Usenh (1385, censier de Béarn).
Son nom béarnais est Usenh ou Uségn.

## Histoire
Uzein est une des rares communes à avoir été bâtie au milieu des anciens marais du Pont-Long. Ces landes marécageuses couvertes de Touyas étaient utilisées en pacage d’hiver depuis des temps immémoriaux par les bergers d’Aspe et d’Ossau.
Pendant des siècles, ils réussirent, soit par des procès, soit par la force, à maintenir leurs privilèges pour enfin obtenir du gouvernement en 1837, des titres de propriété sur une partie de ces landes.
Les habitants d’Uzein restèrent longtemps confinés sur un territoire restreint, les Ossalois les empêchant d’étendre leurs terrains de culture. Ils avaient seulement des droits de pacage sur la lande qui restait en libre parcours. En 1101, Uzein était une annexe de Caubios et appartenait aux évêques de Lescar. En 1385, Usenh (orthographe jusqu’à la fin du XVIIIe siècle) se composait de quinze foyers, la commune devait fournir deux soldats à la Compagnie de Morlaàs et elle dépendait du bailliage de Pau. Le territoire était déjà réputé riche par l’élevage et le soutrage qui permettait d’apporter une bonne fumure aux terres.
En 1668, la seigneurie appartenait à Guillaume de Salinis, Seigneur de Doazon. Il la vendit le 20 juillet de la même année à Jérôme Day, marchand à Pau.
Dans quelques documents, les habitants d’Uzein sont désignés sous le sobriquet de Grabassès d’Usenh, du mot graba, 'boue', bien sûr très présente dans ces zones marécageuses.

## Politique et administration
| Période | Période  | Identité       | Étiquette | Qualité |
| ------- | -------- | -------------- | --------- | ------- |
| 1995    | 2014     | Paul Lesterlou |           |         |
| 2014    | En cours | Eric Castet    |           |         |

### Intercommunalité
La commune d'Uzein fait partie de six structures intercommunales :
- la communauté d'agglomération de Pau Béarn Pyrénées ;
- le SIVU pour le service de soins infirmiers à domicile pour personnes âgées du canton de Lescar ;
- le syndicat d'énergie des Pyrénées-Atlantiques ;
- le syndicat intercommunal d'alimentation en eau potable Luy - Gabas - Lées ;
- le syndicat mixte à la carte d'assainissement du Luy de Béarn ;
- le syndicat mixte des transports urbains Pau - Portes des Pyrénées.

Uzein accueille le siège du syndicat mixte de l'aéroport Pau - Pyrénées.

## Population et société

### Démographie
L'évolution du nombre d'habitants est connue à travers les recensements de la population effectués dans la commune depuis 1793. Pour les communes de moins de 10 000 habitants, une enquête de recensement portant sur toute la population est réalisée tous les cinq ans, les populations de référence des années intermédiaires étant quant à elles estimées par interpolation ou extrapolation. Pour la commune, le premier recensement exhaustif entrant dans le cadre du nouveau dispositif a été réalisé en 2006.

En 2022, la commune comptait 1 320 habitants, en évolution de +7,49 % par rapport à 2016 (Pyrénées-Atlantiques : +3,78 %, France hors Mayotte : +2,11 %).
| 1793 | 1800 | 1806 | 1821 | 1831 | 1836 | 1841 | 1846 | 1851 |
| ---- | ---- | ---- | ---- | ---- | ---- | ---- | ---- | ---- |
| 745  | 610  | 581  | 586  | 729  | 731  | 760  | 731  | 695  |

| 1856 | 1861 | 1866 | 1872 | 1876 | 1881 | 1886 | 1891 | 1896 |
| ---- | ---- | ---- | ---- | ---- | ---- | ---- | ---- | ---- |
| 666  | 626  | 630  | 617  | 621  | 584  | 598  | 574  | 525  |

| 1901 | 1906 | 1911 | 1921 | 1926 | 1931 | 1936 | 1946 | 1954 |
| ---- | ---- | ---- | ---- | ---- | ---- | ---- | ---- | ---- |
| 536  | 519  | 520  | 461  | 467  | 443  | 429  | 417  | 409  |

| 1962 | 1968 | 1975 | 1982 | 1990 | 1999 | 2006  | 2011  | 2016  |
| ---- | ---- | ---- | ---- | ---- | ---- | ----- | ----- | ----- |
| 418  | 457  | 444  | 534  | 739  | 818  | 1 148 | 1 274 | 1 228 |

| 2021  | 2022  | - | - | - | - | - | - | - |
| ----- | ----- | - | - | - | - | - | - | - |
| 1 289 | 1 320 | - | - | - | - | - | - | - |

Uzein fait partie de l'aire d'attraction de Pau.

## Économie
Uzein est une commune appartenant à la communauté d'agglomération de Pau Béarn Pyrénées, dont le quart du territoire (soit environ quatre cents hectares) est couvert par les installations de l’Aéroport Pau-Pyrénées et du 5e régiment d’hélicoptères de combat.
Uzein est un territoire où les agriculteurs mettent en valeur un millier d’hectares.
La société Turbomeca est présente sur la commune.

## Culture locale et patrimoine

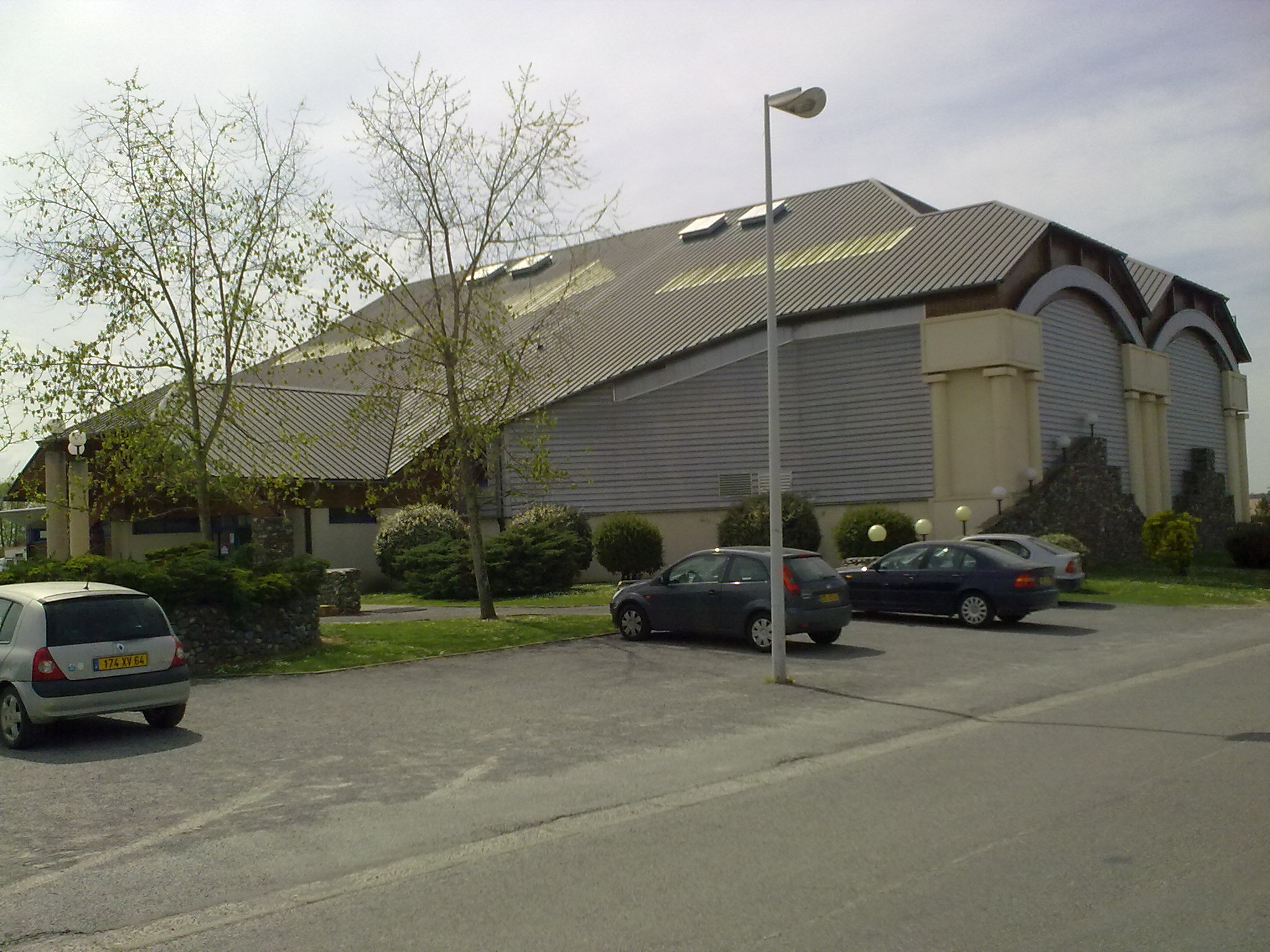
Salle polyvalente d'Uzein.
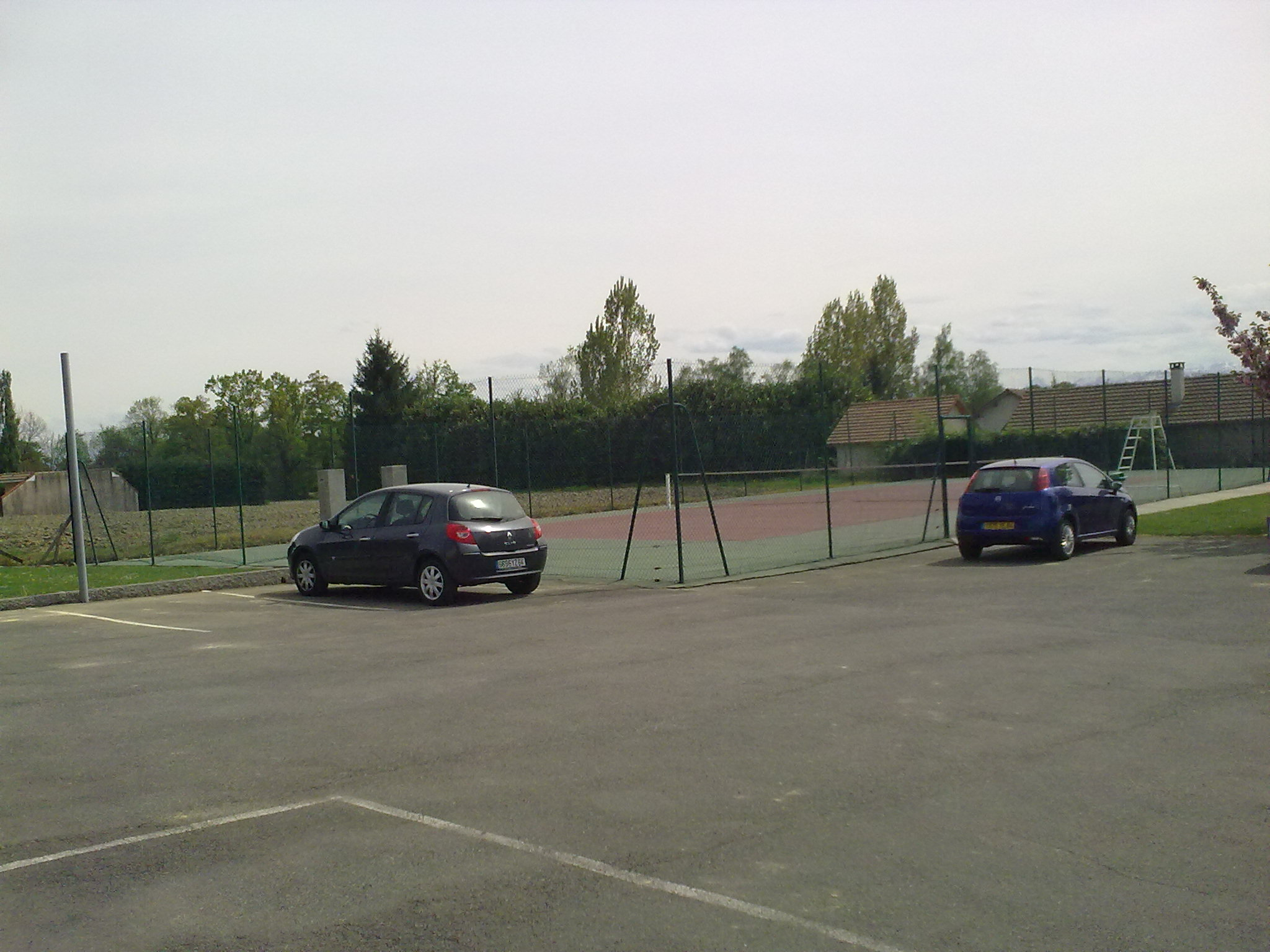
Terrain de tennis d'Uzein.
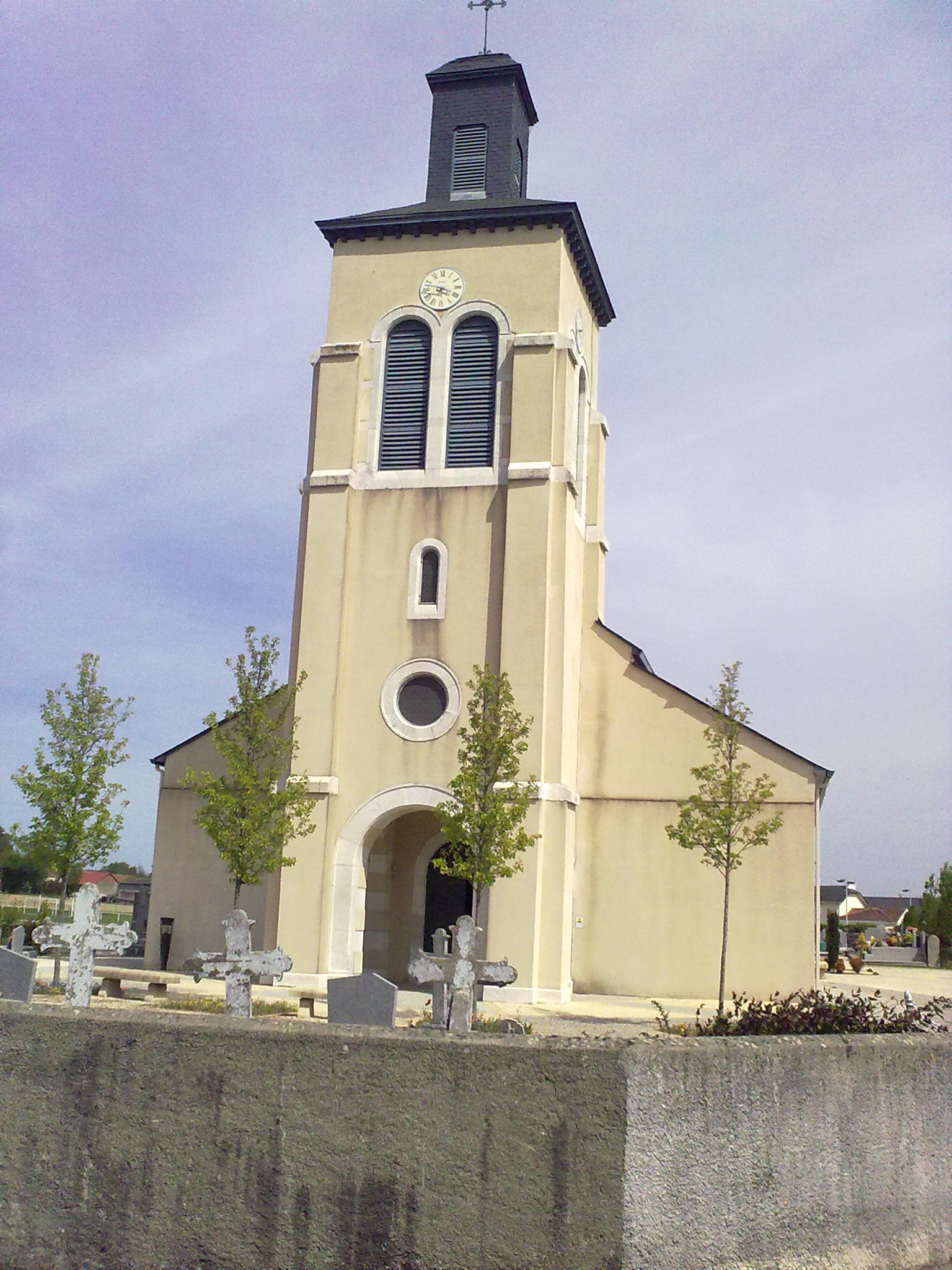
L'église d'Uzein.

### Patrimoine religieux
L'église Saint-Germain-d'Auxerre date de 1855. On y trouve un retable et son tableau provenant du XVIIe siècle.

## Équipements
Éducation
La commune dispose d'une école élémentaire.